# Joseph Achron
Joseph Yulyevich Achron, també conegut com Akhron (en rus: Иосиф Юльевич Ахрон, en hebreu: יוסף אחרון) (Lazdijai (Lituània), 1 de maig, 1886 - Hollywood, California (USA), 29 d'abril de 1943), va ser un compositor jueu i violinista rus establert als Estats Units. La seva preocupació pels elements jueus i el seu desig de desenvolupar un llenguatge harmònic i contrapuntístic "jueu", van subratllar i informar gran part de la seva obra. El seu amic, el compositor Arnold Schoenberg, va descriure Achron en el seu obituari com 
"un dels compositors moderns més subestimats".

## Biografia
Achron va néixer Lituània sota l'Imperi Rus, fill de Julian i Bertha i va començar l'estudi del violí amb el seu pare, un violinista aficionat, a l'edat de cinc anys. La seva primera actuació pública va seguir tres anys més tard als set anys a Varsòvia. Això va ser seguit per una prodigiosa carrera infantil que inclou actuacions a tota Rússia. Entre 1899 i 1904 va estudiar violí amb Leopold Auer i composició amb Anatoli Liàdov, al Conservatori de Sant Petersburg.
Es va unir a la "Society for Jewish Folk Music" el 1911 i a partir d'aquest moment es va ocupar en la teoria i la pràctica de la tradició musical jueva. La seva primera obra "jueva", Hebrew Melody, va ser immediatament reconeguda gràcies a la interpretació del violinista Jascha Heifetz. El 1913, Achron es va convertir en el cap dels departaments de violí i música de cambra al Conservatori de Khàrkiv a Ucraïna, i va servir a l'exèrcit rus entre 1916 i 1918. En els anys posteriors a la Primera Guerra Mundial, va fer nombroses gires com a concertista a Europa, el Pròxim Orient i Rússia, realitzant més de 1000 concerts entre 1919 i 1922. Durant aquest període va ser nomenat cap de la classe magistral de violí i del departament de música de cambra de la Unió d'Artistes de Leningrad. El 1922, Achron es va traslladar a Berlín, on juntament amb Mikhail Gnessin va dirigir l'editorial musical jueva Jibneh. El 1924, Achron va passar uns mesos a la Palestina sota Mandat britànic.
L'any 1925 emigrà als Estats Units i s'instal·là a Nova York, onfou professor violí al Conservatori de Westchester. Va interpretar el seu Concert per a violí núm. 1 amb l'Orquestra Simfònica de Boston l'any 1927. La seva suite de música incidental del Golem de H. Leivick, també escrita durant aquest període, va ser escollida per la Societat Internacional de Música Contemporània (ISCM) per a la seva interpretació a Venècia el 1932.
El 1934 es va traslladar a Hollywood, on va compondre música per a pel·lícules i va continuar la seva carrera com a violinista de concert. Va interpretar el seu Concert per a violí núm. 2 amb l'Orquestra Filharmònica de Los Angeles el 1936 i el seu tercer –encàrrec de Jascha Heifetz– amb la mateixa orquestra el 1939. L'atonalitat i la politonalitat es troben entre les tècniques utilitzades en les seves obres posteriors. El seu darrer treball va ser el Concert per a piano sol, Op. 74. Va morir a Hollywood l'any 1943 i està enterrat al cementiri de Hollywood Forever. Un any després de la seva mort es va formar el Comitè Memorial Joseph Achron, que incloïa vint compositors, instrumentistes, directors i crítics coneguts.
Va ser el germà gran del concertista i compositor Isidor Achron, que es va convertir en l'acompanyant de Jascha Heifetz durant més de deu anys.

## Obres seleccionades
Orquestral
- Hebrew Melody, Op. 33, per a violí i orquestra (1911)
- Hazzan, Op. 34, per a violoncel i orquestra (1912)
- 2 Hebrew Pieces, Op. 35 (1913)
- Dance Improvisation, Op. 37 (circa 1913)
- Epitaph to the Memory of Alexander Scriabin, Op. 38 (1915)
- Shir, Op. 42, dansa per a clarinet i orquestra (1917)
- 2 Pastels, Op. 44, per a violí i orquestra (1917)
- The Fiddle's Soul, Op. 50 (1920)
- Violin Concerto No. 1, Op. 60 (1925)
- Konzertanten-Kapelle, Op. 64, per a violí i orquestra (1928)
- Two Tableaux from Belshazzar (1931)
- The Golem, suite per orquestra de cambra (1932)
- Dance Overture (1932)
- Little Dance Fantasy (1933)
- Violin Concerto No. 2, Op. 68 (1933)
- Violin Concerto No. 3, Op. 72 (1937)

Coral
- Epitaph (en memòria de Skryabin), op. 38, per a quatre veus i orquestra (1915)
- La dansa de Salomé, op. 61, per a veus mixtes, piano i percussió (1925) / (1966)
- Evening Service of the Sabbath,, op. 67, per a veu de baríton, quatre veus i orgue (1932) - encarregat per Congregation Emanue-El de la ciutat de Nova York, publicat per Bloch Publishing Company.

Cambra i instrumental
- Suite No. 1 en Style Ancien (Première Suite en Style Ancien), Op. 21, per a violí i piano (vers 1914) / (1923)
- Quartet de corda cromàtica, op. 26 (vers 1915)
- Sonata núm. 1, op. 29, per a violí i piano (vers 1915)
- Stimmungen, Op.32, Dues peces per a violí i piano (vers 1915/16)
- Variacions simfòniques i sonata sobre un tema palestí, op. 39, per a piano (vers 1916)
- Suite Bizarre, Op. 41, per a violí i piano (vers 1917)
- Sonata núm. 2, op. 45, per a violí i piano (vers 1917)
- Suite infantil, Op.57, per a clarinet, quartet de corda i piano (vers 1925)
- Elegia, op. 62, per a quartet de corda (1927)
- 4 Improvisacions, Op. 63, per a quartet de corda (1927)
- 2 peces, op. 65, per a viola i piano (1932)
- Estatuetes, op. 66, per a piano sol (1930)
- The Golem, per a violoncel, trompeta, trompa i piano (1931)
- Sinfonieta, Op. 71, per a quartet de corda (1935)
- Concert per a piano sol, op. 74 (1941)

Divers
- Spring Night, música de ballet per a un curtmetratge (1935)